# Матю Флиндърс
Матю Флиндърс (на английски: Matthew Flinders) е английски мореплавател, хидрограф и картограф, изследовател на Австралия.

## Ранни години (1774 – 1797)
Роден е на 16 март 1774 година в Донингтън, графство Линкълншир, на източното крайбрежие на Англия, в семейство на лекар. Завършва начално училище в родното си градче, а след това училището в Хорблинг. Всички в семейството се надяват Матю да продължи семейната традиция и да стане лекар, но през 1789 година, 15-годишния юноша прочита книгата на Даниел Дефо „Робинзон Крузо“, напуска училище и постъпва като юнга във флота. По време на службата си във флота усилено изучава навигация и тригонометрия и полага успешни изпити за щурман.
През 1791 – 1793 Флиндърс се присъединява като мичман на кораба „Провидънс“ под командването на капитан Уилям Блай, който превозва фиданки от хлебно дърво от Таити за Ямайка. По време на плаването през 1792 е изследвано югоизточното крайбрежие на остров Тасмания и са открити и картирани множество острови в архипелага Фиджи. Тогава Флиндърс за първи път се запознава с Австралия и следващите близо десет години от живота си се отдава на изследване и картиране на бреговете на континента.
След завръщането си от плаването с Уилям Блай през 1794 година, участва в морско сражение с французите край северозападното крайбрежие на Франция.

## Експедиционна дейност (1797 – 1803)

### Доказване островното положение на Тасмания (1797 – 1798)
През 1795 Флиндърс е назначен за навигатор на кораба „Релайнс“, на който пътува новия губернатор на Нов Южен Уелс Джон Хънтър. По време на плаването се проявява като прекрасен навигатор и картограф и се сприятелява с военния лекар Джордж Бас. След като корабът пристига в Порт Джексън (сега Сидни) двамата организират самостоятелно плаване с малка лодка до залива Ботани Бей. През януари 1796 „Релайнс“ плава до остров Норфолк и през март се завръща в Сидни. След завръщането си от Норфолк двамата приятели отново предприемат пътешествие, този път на юг от Сидни. След като се връща от пътешествието си Флиндърс е отново на борда на „Релайнс“, с който плава до Кейптаун, за да превози добитък за преселниците в Австралия.
През февруари 1798 г. на кораба „Франсис“, вече като лейтенант, от Сидни се отправя на югозапад към п-ов Уилсън-Промонтори, за да търси претърпелите корабокрушение моряци 15 месеца по-рано в този район. От там през Басовия проток „Франсис“ се отправя на запад към островите намиращи се на север от остров Тасмания, като открива големия остров Кинг (39°50′ ю. ш. 144°00′ и. д. / 39.833333° ю. ш. 144° и. д.) и скалата Пирамид (40°28′ ю. ш. 144°21′ и. д. / 40.466667° ю. ш. 144.35° и. д.).
След завръщането си Флиндърс успява да заинтересува Бас и правителствена комисия за изследване на района около Тасмания и е назначен за командир на кораба „Норфолк“, с който на 7 октомври 1798 от Сидни се отправя на югозапад. Обикаля остров Тасмания, като открива северното му крайбрежие, в т.ч. остров Флиндърс (40°00′ ю. ш. 148°00′ и. д. / 40° ю. ш. 148° и. д.), остров Уотърхаус (40°49′ ю. ш. 147°39′ и. д. / 40.816667° ю. ш. 147.65° и. д.), архипелага Хънтър (40°30′ ю. ш. 144°45′ и. д. / 40.5° ю. ш. 144.75° и. д.), залива Порт Далримпъл (41°05′ ю. ш. 146°50′ и. д. / 41.083333° ю. ш. 146.833333° и. д.) и естуара на река Теймар. На 9 декември заобикаля северозападната точка на Тасмания, в следващите дни изследва западното крайбрежие и редица заливи на източното крайбрежие на острова и през януари 1799 се завръща в Сидни. По този начин Флиндърс доказва островното положение на Тасмания, открита 156 години по-рано от Абел Тасман и дотогава считан за полуостров, като протока между Тасмания и континента е кръстен на приятеля му Джордж Бас – Басов проток.
През 1799 отново с „Норфолк“ изследва участък от източното крайбрежие на Австралия и картира залива Херви (24º 50` ю.ш.), който дълбоко се врязва в сушата северно от съвременния град Бризбейн и през март 1800 се завръща в Англия.

### Изследване бреговете на Австралия (1801 – 1803)
Географските открития извършени от експедицията на Флиндърс привличат вниманието на множество учени по това време и преди всичко Джоузеф Банкс, на когото Флиндърс посвещава книгата си „Observations on the Van Diemen's Land, on Bass's Straitq etc.“. Благодарение на своите връзки с граф Спенсър, Банкс успява да убеди британското Адмиралтейство от необходимостта за организиране на нова експедиция към бреговете на Австралия с цел картиране на бреговата линия на континента. За тази цел на 25 януари 1801 Флиндърс е назначен за капитан на кораба „Инвестигейтър“, който на 18 юли 1801 вдига котва и се отправя за Австралия. По това време Англия и Франция се намират в състояние на война и френските власти са така любезни да издадат на името на Флиндърс френски паспорт, който му дава имунитет във френските пристанища по света.
На 6 декември 1801 достига най-югозападната точка на Австралия и се отправя на изток. Изследва и картира южния бряг на континента и открива островите Инвестигейтър (134º 30` и.д.), залива Спенсър (137º 10` и.д.), протока Инвестигейтър (137º и.д.), залива Сент Винсънт (138º 10` и.д.), п-ов Йорк (137º 40` и.д.), залива Енкаунтър Бей (139º и.д.), протока Бакстър (138º 10` и.д.), о-вите Пирсън (134º 15` и.д.), островите Грин, Уорд и др. и картира северното крайбрежие на открития от него остров Кенгуру. Зад залива Енкаунтър открива езерото Александрина – устието на река Мъри и на 9 май 1802 пристига в Сидни. Изследванията на Флиндърс по южното крайбрежие доказват, че Големия Австралийски залив и залива Спенсър не са свързани със залива Карпентария и следователно Австралия е единен континент.
През 1802 – 1803 Флиндърс извършва плаване около цяла Австралия. Подробно изследва източното крайбрежие на север от 32º 30` ю.ш. и цялото протежение (2300 км) на Големия Бариерен риф. Изследва Торесовия проток и намира най-безопасния канал за преминаване (на север от остров Принц Уелски). В най-южната част на залива Карпентария открива о-вите Уелсли (16°30′ ю. ш. 139°40′ и. д. / 16.5° ю. ш. 139.666667° и. д.) и островите Сър Едуард Пелю (15°40′ ю. ш. 137°00′ и. д. / 15.666667° ю. ш. 137° и. д.).
На 9 юни 1803 корабът претърпява авария и екипажа едвам се добира до Сидни, където корабът е бракуван. Заедно с всичките събрани материали, Флиндърс се отправя с пасажерски кораб за Англия за нов кораб, но на 17 август 1803 край Големия Бариерен риф, на 1100 км северно от Сидни пасажерския кораб потъва и Флиндърс едва остава жив. С лодка се добира до Сидни, оборудва нов кораб и с него се връща и спасява останалите корабокрушенци, но по този начин експедицията по изследването на крайбрежието на Австралия приключва преждевременно.

## Следващи години (1803 – 1814)
На 11 октомври е назначен за командир на катера „Къмбърланд“, с който се отправя за Англия. Скоро обаче катерът дава теч и екипажът е принуден на 17 декември 1803 да спре за ремонт на остров Мавриций, който тогава е френска колония. Независимо от френския си паспорт Флиндърс и целия екипаж е арестуван по заповед на тамошния губернатор, обвинен в шпионаж, всичките му материали са конфискувани и е хвърлен в затвора, където прекарва шест години и половина. По време на неговото пленничество, французите активно се възползват от събраните от него сведения и материали за австралийските брегове. През юни 1810 е освободен от френските власти с обещанието да не воюва против Франция и предаден на английската ескадра, която е блокирала острова.
На 23 октомври 1810 Флиндърс се завръща в Англия и веднага се захваща да пише книгата си „A voyage to Terra Australis“, London, 1814, v. I-II, atlas, която излиза на 18 юли 1814 г. На следващия ден Флиндърс умира в Лондон. В своето произведение предлага названието Нова Холандия за новия голям континент да бъде заменено с Австралия, което е прието от научните среди.

## Памет
Неговото име носят над 100 географски обекта в Австралия и водите около нея, по-важни от които са:
- залив Флиндърс (34°21′ ю. ш. 115°20′ и. д. / 34.35° ю. ш. 115.333333° и. д.), в югозападната част на щата Западна Австралия;
- национален парк Флиндърс (31°25′ ю. ш. 138°42′ и. д. / 31.416667° ю. ш. 138.7° и. д.), в щата Южна Австралия;
- нос Флиндърс (38°51′ ю. ш. 143°30′ и. д. / 38.85° ю. ш. 143.5° и. д.), на южния бряг на щата Виктория;
- остров Флиндърс (40°00′ ю. ш. 148°07′ и. д. / 40° ю. ш. 148.116667° и. д.), в Басовия проток, между Австралия и остров Тасмания;
- о-ви Флиндърс (14°11′ ю. ш. 144°15′ и. д. / 14.183333° ю. ш. 144.25° и. д.), в Коралово море, край източното крайбрежие на п-ов Кейп Йорк;
- плитчина Флиндърс (20°32′ ю. ш. 57°10′ и. д. / 20.533333° ю. ш. 57.166667° и. д.), в Индийския океан, на югозапад от остров Мавриций;
- плитчина Флиндърс (10°00′ ю. ш. 129°05′ и. д. / 10° ю. ш. 129.083333° и. д.), в Тиморско море, между Индонезия и Австралия;
- проток Флиндърс (18°54′ ю. ш. 148°02′ и. д. / 18.9° ю. ш. 148.033333° и. д.), в Коралово море, в Големия бариерен риф;
- река Флиндърс (устие, 17°31′ ю. ш. 140°44′ и. д. / 17.516667° ю. ш. 140.733333° и. д.), в щата Куинсланд, вливаща се в залива Карпентария;
- рифове Флиндърс (17°30′ ю. ш. 148°35′ и. д. / 17.5° ю. ш. 148.583333° и. д.), в Коралово море;
- хребет Флиндърс (30°55′ ю. ш. 138°37′ и. д. / 30.916667° ю. ш. 138.616667° и. д.), в щата Южна Австралия;

На негово име са кръстини още университетът в град Аделейд, Южна Австралия, училища, медицински центрове и улици в няколко австралийски града.